# Betula zimpelii
Betula zimpelii là một loài thực vật có hoa trong họ Betulaceae. Loài này được Junge mô tả khoa học đầu tiên năm 1904.